# ペトロー・コナシェーヴィチ・サハイダーチヌイ
ペトロー・コナシェーヴィチ・サハイダーチヌイ（ウクライナ語: Петро Конашевич Сагайдачний, 1570年 - 1622年3月20日）は、ウクライナの国民的英雄。紅ルーシ出身の貴族で、17世紀初めにウクライナ・コサックの大長官を務めた。コサックの総司令官としてコサック軍の改革を行い、コサックのチャイカ艦隊を編成し、クリミア・ハン国、オスマン帝国、ロシア・ツァーリ国の軍勢と度々戦った。また、ウクライナの文化の振興に力を入れ、ウクライナ正教会を保護した。多数のウクライナ民謡・物語に登場する。

## 生涯

### 少年時代
1570年にポーランド・リトアニア共和国・ルーシ県・ペレームィシュリ州・クーリチツィ村、正教徒のウクライナ系貴族、サハイダーチヌイ家で生まれた。少年時代はヴォルイーニ地方のオストローフ学校で学び、卒業後にリヴィウヘ、それからキエフへ移住し、家庭教師ならびにヤン・アクサーク判事の助手を務めた。
1590年頃にサハイダーチヌイは、コサックの本拠地であるザポロージャのシーチへ向かってザポロージャ・コサック軍に入隊し、1600年にポーランド軍と共にオスマン帝国の属国モルドヴァ公国への出兵に参加し、戦果を挙げた。1606年に彼はコサックの長官となり、コサック軍をオスマン帝国領内へ引率し、難攻不落と言われたヴァルナ要塞を陥落させた。サハイダーチヌイのコサック隊は要塞の住民全員を殺害し、10隻の敵ガレー船と18万の金銭を奪った。ヴァルナの陥落を知ったオスマン帝国のメフメト3世は、コサックの本拠地への道となっているドニプロ川の河口を封鎖するように命じたが、以後のコサックの海賊行為を防止することができなかった。

### 黒海の荒らし

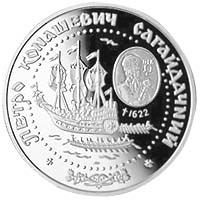
サハイダーチヌイの海軍をモチーフにしたウクライナの1フルィヴニャ記念貨幣。

1607年に、サハイダーチヌイが率いるコサックは、オスマン帝国の属国クリミア汗国へ出陣し、当国のペレコープとオチャーキウという2つの大きな都市を略奪した。さらに、1608年と1609年に、サハイダーチヌイが小型のチャイカ船から編成したコサック艦隊は、ドナウ川の川口に攻め入り、オスマン帝国のキリア城・アッケルマン城・イズマイール城を荒らした。1612年から1614年にかけてコサック艦隊はオスマン帝国の海岸を襲い続け、黒海でのオスマン帝国の軍艦・商船を次々に沈めていった。
1614年にサハイダーチヌイは、コサック軍の輸送官、それからコサック軍の大長官に選ばれ、コサック軍における本格的な軍事改革を行った。彼はコサックをゲリラ軍から正規軍に変改し、軍内での厳しい訓練と軍律を取り入れた。出陣中の飲酒は禁止され、軍律を犯したコサックは死罪と決められた。訓練は馬術より弓術・銃術・砲術が重んじられた。
同年にサハイダーチヌイのコサックは、アナトリア半島に位置するオスマン帝国の港湾都市スィノプを焼き払ったが、翌年にオスマン帝国の都イスタンブールの郊外に上陸し、オスマン帝国の黒海海軍の軍艦に火をつけてオスマンの海軍提督を捕虜した。予期せぬコサックの攻撃にオスマンのスルタンも驚き、トプカプ宮殿から郊外の火煙が見えたという。
1616年にサハイダーチヌイのコサック軍は大規模な軍事行動を行った。その年、コサックのチャイカ海軍はオスマン帝国のヴァルナとスィノプを襲い、オスマン帝国の新編成の黒海海軍を全滅させ、クリミア半島の最大の奴隷市場であるカッファ市に上陸した。コサックはカッファ市に総攻撃を掛けて1万4千人のオスマンの守備軍を破り、カッファにいた奴隷と捕虜の全員を解放した。コサックはその後もオスマン帝国の領土を荒らし続け、コサックの武勇はヨーロッパ全体で波紋を呼んだ。

### ロシアへ出兵

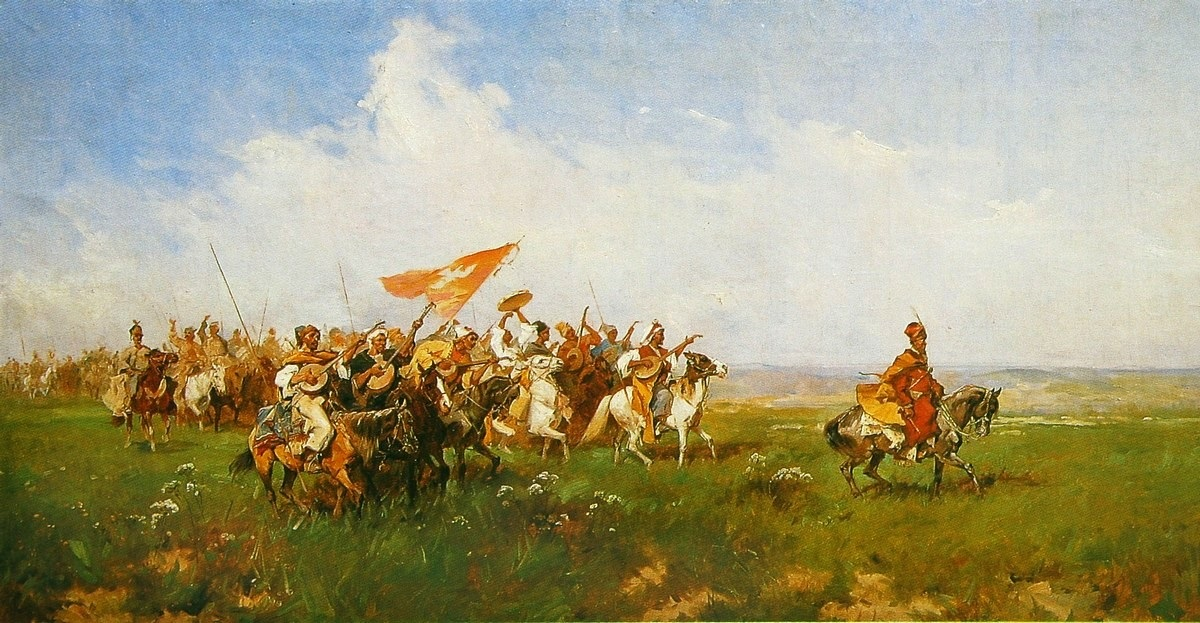
出陣中のサハイダーチヌイのコサック軍。

1618年にサハイダーチヌイが指揮する2万人のウクライナ・コサック軍は、窮地に陥ったポーランド・リトアニア共和国の王子ヴワディスワフ4世を救うため、ロシア・ポーランド戦争に介入した。ロシア軍は、コサックが西方のスモレンスクを通ってモスクワへ向かうと予測し、スモレンスク周辺に軍勢を集中させたが、サハイダーチヌイはロシア軍の裏をかいて南方のプティーウリから攻め入り、モスクワへ出兵した。
コサック軍は、モスクワに向かう途中、プティーウリ、ルィーリスク、クルスク、リーヴヌィ、エレツ、レベジン、スコピン、リャーシュスクなどのロシアの町や城を陥落させ、セルプホフの辺りでドミートリー・ポジャールスキー公が率いるロシアの郷土防衛隊とヴァシーリー・ブトゥルリーンが率いるロシア正規軍を蹴散らし、9月20日にモスクワの近くでヴワディスワフ4世と合流した。同時にコサック別働隊は、ヤロスラヴリ、ペレスラヴリ・ザレスキー、トゥターエフ、カシーラ、カシモフを落として略奪した。
9月末にモスクワは包囲され、サハイダーチヌイの軍勢はアルバート門辺りに陣を敷いた。コサックは総攻撃を準備していたが、ヴワディスワフ4世の傭兵軍が給料の支払いを要求して攻撃に反対したので、総攻撃は中止され、ロシアの都は難を逃れた。戦争はデウリノ和約によって終わり、サハイダーチヌイはコサック軍を連れてウクライナへ帰陣した。
1619年に、ポーランド・ロシア戦争が終わると、ポーランド・リトアニア共和国の政府は、政府側の登録コサック以外のウクライナ・コサック組織を違法武装集団とみなし、徹底的にコサック軍の縮小政策を実施し始めた。この政策は非登録コサックの不満を煽ったものの、サハイダーチヌイはコサック軍の存続を重視して政府との対立を避け、政府の政策に加担した。非登録コサックはサハイダーチヌイをコサックの大長官の座から降ろしたが、共和国の政府は彼を登録コサック軍の軍長にした。非登録コサックと登録のコサックの対立は2年間におよんだが、1620年に大規模なポーランド・オスマン戦争が始まったことによってポーランド・リトアニア共和国の政府は非登録コサックを公認し、戦地に派遣した。その折、サハイダーチヌイは全コサックの大長官の座に復帰した。

### 正教会の保護
サハイダーチヌイは正教徒であったが、ウクライナ正教会は1596年のブレスト合同以後に正式な教会組織を持たず、ポーランド・リトアニア共和国において非合法的な存在であった。ウクライナ正教会を復活させるウクライナの民間人の強い動きがあり、サハイダーチヌイはそれに味方した。1620年に彼はザポロージャのコサック軍の全員と共に、キエフの町人が作る正教徒市民団体「キエフ兄弟団」に入団し、コサックをウクライナ正教会の保護者として位置づけた。さらに、東欧を訪問するエルサレム総主教フェオファン3世の助けを借りてウクライナ正教会（キエフ主教庁）を再編し、ウクライナ正教会の組織を復活させた。教会は非合法的な存在でありつづけたにもかかわらず、コサックという軍事的保護者を得、政府の弾圧を恐れず活動することができた。

### ホティンの戦い

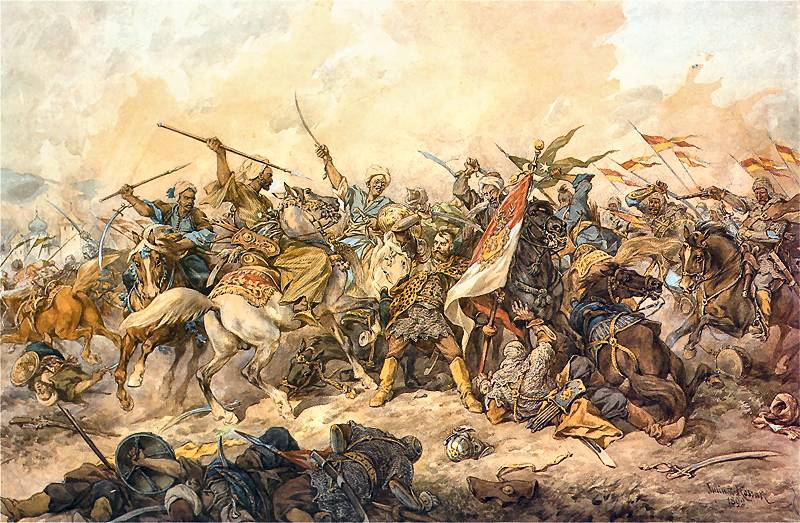
ホティンの戦い。

ポーランド・リトアニア共和国の政府はサハイダーチヌイが正教会を支援していることに対し不満であったが、オスマン帝国との戦争中であったため、サハイダーチヌイを制する余裕がなかった。さらに、1620年10月7日にツェツォラの戦いにおいてポーランド・リトアニア軍が大敗したので、政府はサハイダーチヌイにコサックによる援軍派遣を申し入れた。サハイダーチヌイはワルシャワに出向き、登録コサックの増加、コサックの自治権の拡大、ならびにウクライナ正教会の公認といった条件の下で王や政府との交渉を行い、政府側の合意を得てコサックの援軍を約束した。
1621年の春に、サハイダーチヌイが率いる登録コサック軍とザポロージャの非登録コサック軍がウクライナのホヒリウ町の辺りで合流した。サハイダーチヌイは4万人からなるコサックの全軍の大長官に選ばれ、ヴワディスワフ王子を助けるべく、ポーランドとオスマン帝国の属国モルドヴァ公国の境にあるホティン城へ向かった。同年8月にホティン城に到着したコサック軍は、2万人のリトアニア勢と、王子が率いる1万人のポーランド勢に合流し、20万人のオスマン帝国とその属国（クリミア汗国、モルドヴァ公国、ワラキア公国）からなるイスラム勢の大軍と対峙した。
同年9月2日にオスマン帝国の軍勢は、ホティン城を中心とするポーランド・リトアニア共和国軍の陣地に攻め入った。しかし、城の廻りは荷車と土塁で作られたコサックの防衛線が設置され、イスラム勢は数日をかけてもその防衛線を突破することができなかった。2日から28日までの間、オスマン帝国軍は6回にわたる総攻撃を行ったが、コサックの大砲や鉄砲の前ではなす術もなく、すべての総攻撃は大敗に終わった。長引く苦しい戦いで力尽きたオスマン帝国のオスマン2世は、9月29日にポーランド・リトアニア共和国の王子へ和平交渉を願い出て、10月8日に王子とホティン和約を結んだ。ホティンの戦いとこの条約により、オスマン帝国の中・東欧制覇の夢が砕かれ、ポーランド・リトアニア共和国はサハイダーチヌイのコサックのおかげで独立を守り抜いた。
ホティンの戦いでポーランド・リトアニア共和国側は勝利したにもかかわらず、コサックは大きな被害を受けた。コサックの大長官サハイダーチヌイは敵の毒矢に当たり、致命的な傷を受けた。彼はキエフに運ばれ、1622年3月20日にキエフで死去した。サハイダーチヌイの遺体はキエフ兄弟団の公現祭教会で葬られ、彼の財宝は遺言通りキエフ兄弟団学校とリヴィウ兄弟団学校に譲られた。

## 評価
ウクライナ史上でのサハイダーチヌイは英雄視されている。彼の活躍によりキエフはウクライナ人の文化的中心となり、ウクライナ・コサックは封建領主と肩をならべるほどの軍事力をもつようになったと考えられている。サハイダーチヌイへの崇拝が17世紀中に作成されたウクライナ民話や民謡にも投影されている。ウクライナ史学におけるサハイダーチヌイは「ウクライナ海軍の開祖」・「コサック軍の改革者」・「ウクライナの偉大な司令官」のような人物として描かれることが多い。
また、ポーランド史学に見られるサハイダーチヌイは、ポーランド・リトアニア共和国に忠義を尽くしたコサックの最高司令官として紹介され、ポーランド・リトアニア共和国の崩壊を招いたもう一人のコサックの棟梁、ボフダン・フメリニツキーと対比されることがある。それに対してロシア・ソ連史学におけるサハイダーチヌイは、ロシアへの出兵がためにしばし否定的な評価を受け、フメリニツキーほど注目をあびることはない。

## 関連記事
- コサック
- チャイカ (舟)
- ウクライナ海軍
- ヘーチマン・ペトロー・コナシェーヴィチ＝サハイダーチュヌィイ (軽巡洋艦)
- ヘーチマン・サハイダーチヌイ (フリゲート)